# روبین تورن
روبین تورن (انگلیسی: Robyn Thorn؛ زادهٔ ۲۶ نوامبر ۱۹۴۵) شناگر اهل استرالیا بود. 
وی در مسابقات کشوری و بین‌المللی در مجموع برندهٔ ۱ مدال طلا، ۲ مدال نقره، ۲ مدال برنز شده‌است.